# Leonora van Barchem

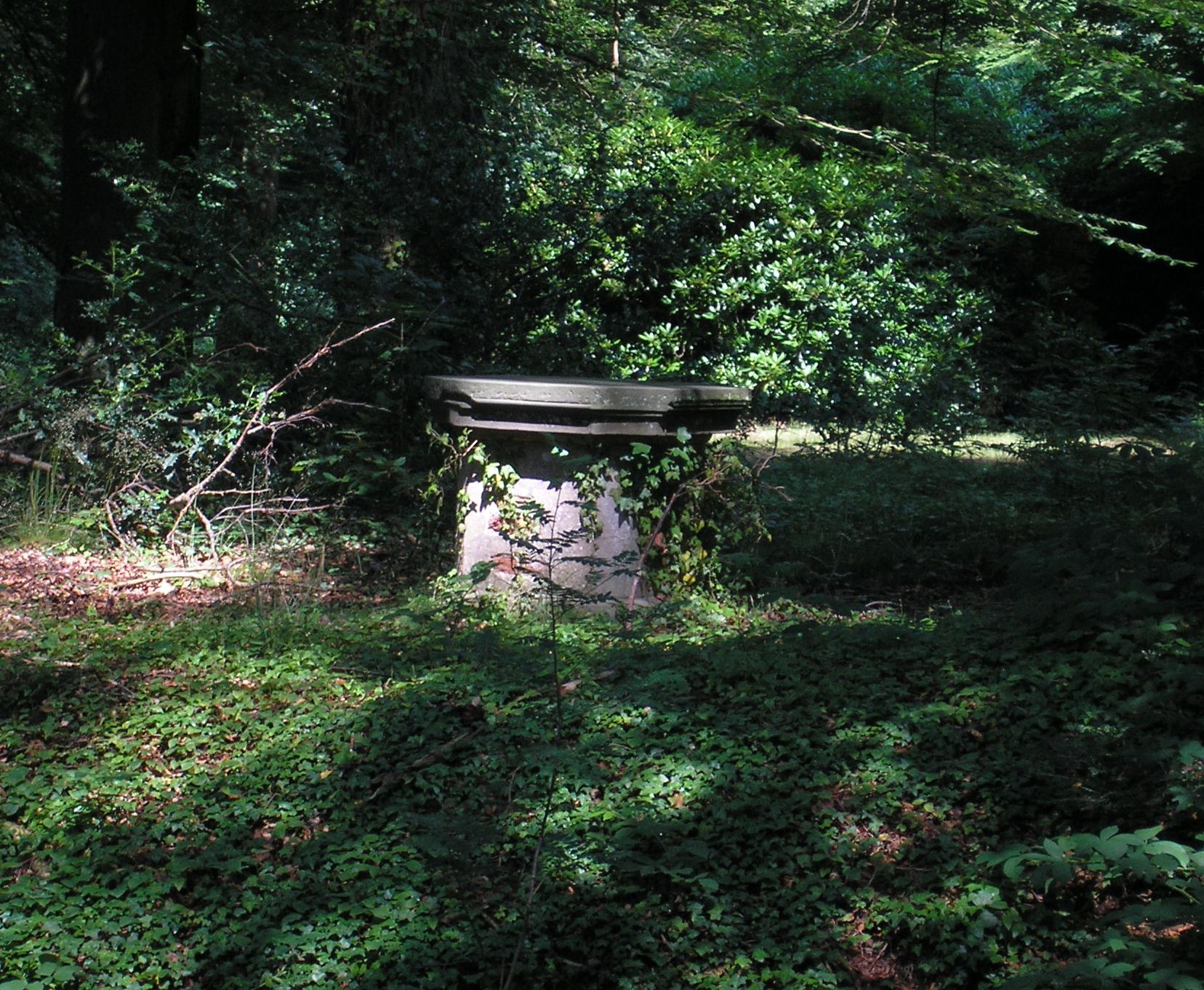
Leonorapol

Leonora van Barchem (of Eleonora van Barchem; overleden in 1353).
Achter Kasteel Staverden te Staverden ligt in het park van het kasteel de Leonorapol, een gedenksteen op een klein eilandje in de Molenbeek – een aftakking van Staverdensche Beek – met het opschrift 'Leonora 1353'. De steen zou herinneren aan Vrouwe Leonora, die volgens de legende in de 14de eeuw uit liefdesverdriet op Staverden is gestorven.

## Legende
Leonora van Barchem beloofde haar moeder op haar sterfbed om met Zweder van Wisch te trouwen. Ze werd echter gered door een zekere Herman en besloot met hem trouwen. Het echtpaar leefde op Kasteel De Wildenborch in Vorden, graafschap Zutphen. Herman ging op kruistocht en Zweder van Wisch wilde met haar trouwen. Leonora bleef echter trouw aan Herman. Toen Herman terugkwam van zijn kruistocht werd hij vermoord door Zweder. Leonora vluchtte en trok in bij haar pleegmoeder Eleonora van Engeland op Staverden. Deze Eleonora van Engeland was getrouwd met Reinald II van Gelre. Leonora kwijnde langzaam weg op Staverden en stierf in 1353.
De legende leeft nog steeds onder de plaatselijke bevolking; volgens hen doolt de 'Zwarte Vrouw van Staverden' nog steeds rond op Staverden en hoort men haar 's nachts huilen, en zou men zich er 's nachts niet moeten begeven.